# Макадамс, Рейчел
Ре́йчел Энн Мака́дамс (англ. Rachel Anne McAdams; род. 17 ноября 1978, Лондон, Онтарио, Канада) — канадская киноактриса. В 2002 году сыграла в фильме «Идеальный пирог», за роль в котором была номинирована на награду Genie Award. Первой её значимой ролью была роль в фильме «Дрянные девчонки» (2004), где она сыграла Реджину Джордж. Затем она снялась в фильме по одноимённому роману Николаса Спаркса «Дневник памяти» (2004) и в комедии «Незваные гости» (2005). В 2009 году она сыграла Ирэн Адлер в фильме Гая Ричи «Шерлок Холмс». В 2010 году вышла комедия «Доброе утро» с Рейчел Макадамс в главной роли.

## Биография
Рейчел Макадамс родилась в городе Лондон в юго-западной части провинции Онтарио. Выросла в соседнем городе Сент-Томас. Её отец Ланс — водитель грузовика, а мать Сандра — медсестра. У Рейчел есть младший брат Даниэль и младшая сестра Кейлин. В 4 года будущая актриса начала заниматься фигурным катанием. В 12 лет сыграла в летнем театральном лагере «Original Kids», училась в Myrtle Street Public School и продолжила своё образование в Central Elgin Collegiate Institute. Рейчел окончила Йоркский университет в Торонто с отличием и получила степень BFA в области театра в 2001 году.
Рейчел сыграла главную роль в фильме «Цыпочка» вместе с Робом Шнайдером, однако настоящее признание она получила после роли Реджины Джордж в фильме «Дрянные девчонки» (2004). Ранее Рейчел появилась в канадском телевизионном сериале «Slings and Arrows». Она играет главную роль в первом сезоне, но из-за возрастающей славы она прекратила съёмки и во втором сезоне появилась только в первом эпизоде. Также в 2004 году вышла экранизация одноимённого романа Николаса Спаркса «Дневник памяти», где Рейчел сыграла вместе с Райаном Гослингом. После съёмок фильма у них начался роман, через два года совместной жизни они расстались, но в августе 2008 года их отношения возобновились, а затем в ноябре этого же года они вновь расстались. В 2005 году она сыграла любовное увлечение Оуэна Уилсона в «Незваных гостях». Затем она сыграла Лизу Райсерт в триллере «Ночной рейс» — молодую женщину, удерживаемую на борту самолёта убийцей Джексоном Риппнером (Киллиан Мёрфи). В этом же году Макадамс снялась в фильме «Привет семье!» вместе с Дайан Китон, Сарой Джессикой Паркер, Дермотом Малруни, Люком Уилсоном и Клэр Дэйнс. Она проходила пробы на роль Сью Шторм в «Фантастической четверке», но роль досталась Джессике Альба.

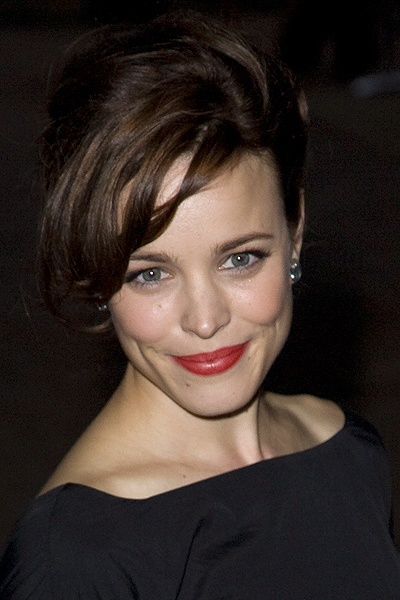
Макадамс на Международном кинофестивале в Торонто в 2007 году

В 2006 году карьера Макадамс замедлилась. Сначала она была нанята как исполнительница главной роли в фильме «Прощальный поцелуй», но выбыла из-за конфликтов, и роль была отдана Джасинде Барретт. Позже она решила освободить год от работы в кино и провести время с друзьями и семьёй. В 2007 она согласилась играть главную роль в драме «Супружество» вместе с Пирсом Броснаном и Патришей Кларксон. Также она пробовалась на роль девушки Бонда Веспер Линд в очередном фильме о Джеймсе Бонде «Казино „Рояль“», но роль досталась Еве Грин. Она могла сыграть роль Энн Хэтэуэй в фильме «Дьявол носит Prada» и главную женскую роль в «Миссия невыполнима 3».
2009 год был напряжённым для Рейчел. Сначала она играла главную роль в политическом триллере «Большая игра» с тремя обладателями премии Оскар: Беном Аффлеком, Расселом Кроу и Хелен Миррен. Кроме того, сыграла главную роль в фильме «Жена путешественника во времени» совместно с Эриком Бана, фильм вышел 14 августа 2009. Фильм основан на одноимённом романе Одри Ниффенеггер 2003 года. В декабре 2009 года вышел фильм Гая Ричи «Шерлок Холмс», где Макадамс сыграла Ирэн Адлер вместе с Робертом Дауни (младшим) и Джудом Лоу. Она также сыграла эпизодическую роль в сиквеле к этому фильму «Шерлок Холмс: Игра теней».
Макадамс сыграла одну из главных ролей вместе с Дайан Китон, Харрисоном Фордом и Джеффом Голдблюмом в комедии «Доброе утро», выпущенной в США 10 ноября 2010. В 2011 году она сыграла роль в фильме Вуди Аллена «Полночь в Париже». В 2012 году Макадамс снялась в главной роли фильма «Клятва». В 2013 году вышел фильм «Бойфренд из будущего», который получил хорошие отзывы от критиков.
В 2016 году вышел супергеройский фильм «Доктор Стрэндж», в котором Макадамс сыграла Кристину Палмер. В том же году Рейчел была номинирована на «Оскар» за лучшую женскую роль второго плана в фильме «В центре внимания» (тем не менее награда досталась Алисии Викандер).

## Личная жизнь
С середины 2005 года до середины 2007 года встречалась с Райаном Гослингом, с которым была задействована на съёмках кинофильма «Дневник памяти». Они также ненадолго возобновили свои отношения летом 2008 года.
Несколько месяцев в 2009 году у Рейчел был роман с Джошем Лукасом.
В середине 2010 года на съёмках картины «Полночь в Париже» звезда завязала романтические отношения с Майклом Шином, которые закончились в начале 2013 года.
В апреле 2016 года стало известно о романе Рейчел со сценаристом Джейми Линденом. В апреле 2018 года у них родился сын. В августе 2020 года стало известно, что Макадамс ждёт второго ребёнка. Во время интервью в мае 2022 года она подтвердила, что родила дочь.

## Фильмография
| Год       |    | Русское название                          | Оригинальное название                           | Роль                      |
| --------- | -- | ----------------------------------------- | ----------------------------------------------- | ------------------------- |
| 2001      | с  | Известный Джет Джексон                    | The Famous Jett Jackson                         | Ханна Грант               |
| 2001      | тф | Любовь к куклам с дробовиком              | Shotgun Love Dolls                              | Бет                       |
| 2002      | с  | Земля: Последний конфликт                 | Earth: Final Conflict                           | Кристин Бикуэлл           |
| 2002      | тф | Вина в соучастии                          | Guilt by Association                            | Даниэль                   |
| 2002      | ф  | Меня зовут Танино                         | My Name Is Tanino                               | Салли Гарфилд             |
| 2002      | ф  | Идеальный пирог                           | Perfect Pie                                     | Пэтси (в 15 лет)          |
| 2002      | ф  | Цыпочка                                   | The Hot Chick                                   | Джессика Спенсер          |
| 2004      | ф  | Дрянные девчонки                          | Mean Girls                                      | Реджина Джордж            |
| 2004      | ф  | Дневник памяти                            | The Notebook                                    | Элли                      |
| 2003—2005 | с  | Пращи и стрелы                            | Slings and Arrows                               | Кейт Макнаб / Кейт Макнил |
| 2005      | ф  | Незваные гости                            | Wedding Crashers                                | Клэр Клири                |
| 2005      | ф  | Ночной рейс                               | Red Eye                                         | Лиза Райсерт              |
| 2005      | ф  | Привет семье!                             | The Family Stone                                | Эми Стоун                 |
| 2007      | ф  | Супружество                               | Married Life                                    | Кей Несбитт               |
| 2008      | ф  | Счастливчики                              | The Lucky Ones                                  | Коли                      |
| 2009      | ф  | Большая игра                              | State of Play                                   | Делла Фрай                |
| 2009      | ф  | Жена путешественника во времени           | The Time Traveler's Wife                        | Клэр Эбшир                |
| 2009      | ф  | Шерлок Холмс                              | Sherlock Holmes                                 | Ирэн Адлер                |
| 2010      | ф  | Доброе утро                               | Morning Glory                                   | Бекки                     |
| 2011      | ф  | Полночь в Париже                          | Midnight in Paris                               | Инес                      |
| 2011      | ф  | Шерлок Холмс: Игра теней                  | Sherlock Holmes: A Game of Shadows              | Ирэн Адлер                |
| 2012      | ф  | Клятва                                    | The Vow                                         | Пэйдж                     |
| 2012      | ф  | К чуду                                    | To the Wonder                                   | Джейн                     |
| 2012      | ф  | Страсть                                   | Passion                                         | Кристин Стэнфорд          |
| 2013      | ф  | Бойфренд из будущего                      | About Time                                      | Мэри                      |
| 2014      | ф  | Самый опасный человек                     | A Most Wanted Man                               | Аннабель Рихтер           |
| 2015      | с  | Настоящий детектив                        | True Detective                                  | Эни Беззерайдес           |
| 2015      | ф  | Всё будет хорошо                          | Every Thing Will Be Fine                        | Сара                      |
| 2015      | ф  | В центре внимания                         | Spotlight                                       | Саша Пфайффер             |
| 2015      | ф  | Алоха                                     | Aloha                                           | Трейси                    |
| 2015      | мф | Маленький принц                           | The Little Prince                               | мать                      |
| 2015      | ф  | Левша                                     | Southpaw                                        | Морин Хоуп                |
| 2016      | ф  | Доктор Стрэндж                            | Doctor Strange                                  | Кристина Палмер           |
| 2017      | ф  | Неповиновение                             | Disobedience                                    | Эсти Куперман             |
| 2018      | ф  | Ночные игры                               | Game Night                                      | Энни                      |
| 2020      | ф  | Евровидение: История огненной саги        | Eurovision Song Contest: The Story of Fire Saga | Сигрит Эриксдоттир        |
| 2022      | ф  | Доктор Стрэндж: В мультивселенной безумия | Doctor Strange in the Multiverse of Madness     | Кристина Палмер           |
| 2023      | ф  | Ты здесь, Бог? Это я, Маргарет            | Are You There God? It's Me, Margaret            | Барбара Саймон            |
| 2025      | ф  | Шерлок Холмс 3                            | Sherlock Holmes 3                               | Ирэн Адлер                |
| 2026      | ф  | Пришлите помощь                           | Send Help                                       |                           |

## Награды
Победы
- MTV Movie Awards
  - 2005 — Женский прорыв года за фильм «Дрянные девчонки»
  - 2005 — Лучшая экранная команда «Дрянные девчонки»
  - 2005 — Лучший поцелуй «Дневник памяти»
- Премия Гильдии актёров
  - 2016 — Лучший актёрский состав за фильм «В центре внимания»

Номинации
- MTV Movie Awards
  - 2006 — Лучший актёр или актриса за фильм «Ночной рейс»
  - 2005 — Лучшая актриса за фильм «Дневник памяти»
  - 2005 — Лучший злодей за фильм «Дрянные девчонки»
- Британская академия
  - 2006 — Восходящая звезда
- Оскар
  - 2016 — лучшая женская роль второго плана за фильм «В центре внимания»